# Stoney End
Stoney End ist ein Musikalbum von Barbra Streisand. Die Arrangements der Songs schrieben Claus Ogerman und Perry Botkin junior.

## Geschichte
Nach dem nicht gerade erfolgreichen Versuch mit What About Today? sich der aktuellen Popmusik anzunähern, unternahm Barbra Streisand 1970/71 einen weiteren Anlauf. Auf Stoney End konzentrierte sie sich auf die Songs von Liedermacherinnen wie Joni Mitchell und Carole King. Im Mittelpunkt der Arbeit standen die Songs von Laura Nyro. Insgesamt spielte sie drei Songs von Nyro ein, darunter der Titelsong Stoney End. Mittlerweile schienen jedoch die Fans von Barbra Streisand diese Änderung des Weges akzeptiert zu haben und die Platte verkaufte sich wesentlich besser als die Alben der letzten vier Jahre. Das Album erreichte den 10. Platz der amerikanischen Albumcharts und wirkt durch die Auswahl der Lieder wesentlich glaubwürdiger als noch das Vorgängeralbum What About Today?.
Die Single-Auskoppelung des Titelsongs Stoney End brachte es 1971 in den Billboard-Charts auf Platz 6 und in Großbritannien auf Platz 27 der Hitparade. Tom Wilkes gestaltete das Albumcover.

## Titelliste
1. I Don't Know Where I Stand (Joni Mitchell) – 3:45
2. Hands Off the Men (Laura Nyro) – 2:33
3. If You Could Read My Mind (Gordon Lightfoot) – 3:50
4. Just a Little Lovin'  (Barry Mann, Cynthia Weil) – 2:28
5. Let Me Go (Randy Newman) – 2:22
6. Stoney End (Nyro) – 2:59
7. No Easy Way Down (Gerry Goffin, Carole King) – 3:52
8. Time and Love (Nyro) – 3:39
9. Maybe (Harry Nilsson) – 3:09
10. Free the People (Barbara Keith) – 3:17
11. I'll Be Home (Newman) – 2:56